# Rau đắng biển
Rau đắng biển (danh pháp khoa học: Bacopa monnieri) là một loài thực vật có hoa trong họ Mã đề. Loài này được (L.) Wettst. mô tả khoa học đầu tiên năm 1891.

## Hình ảnh

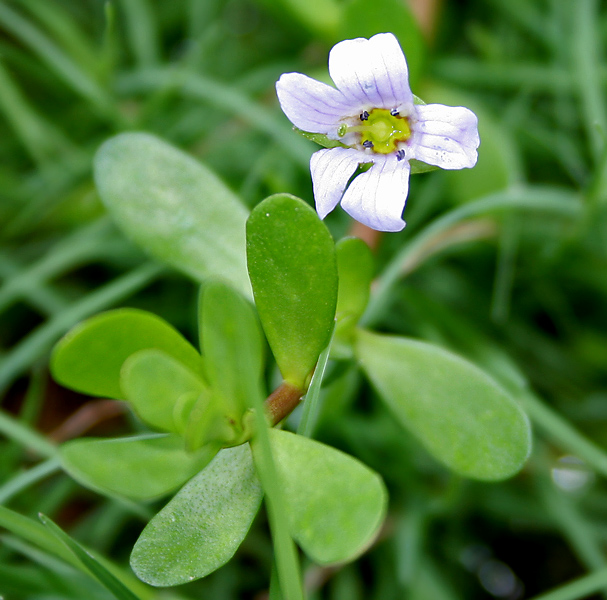
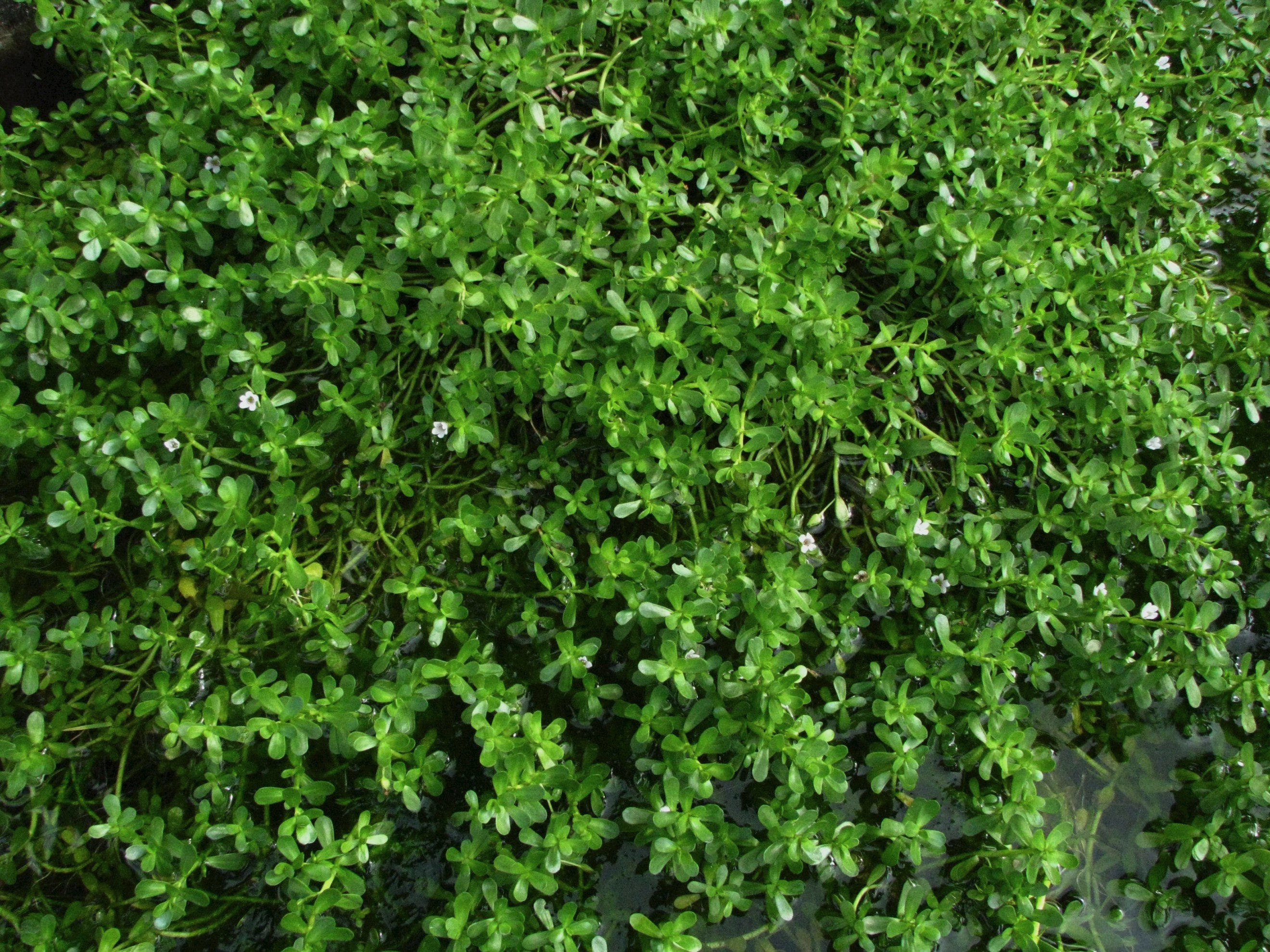
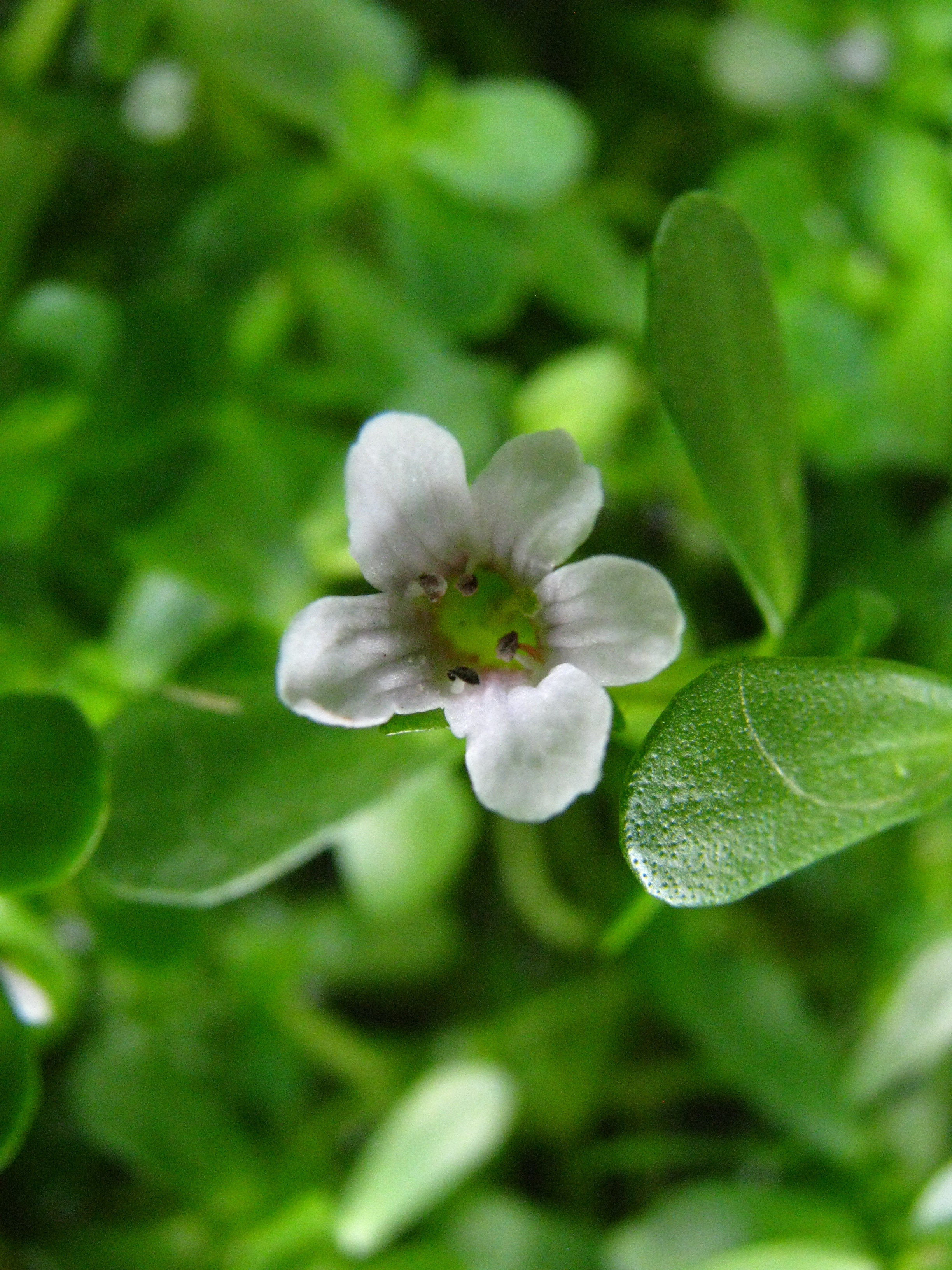
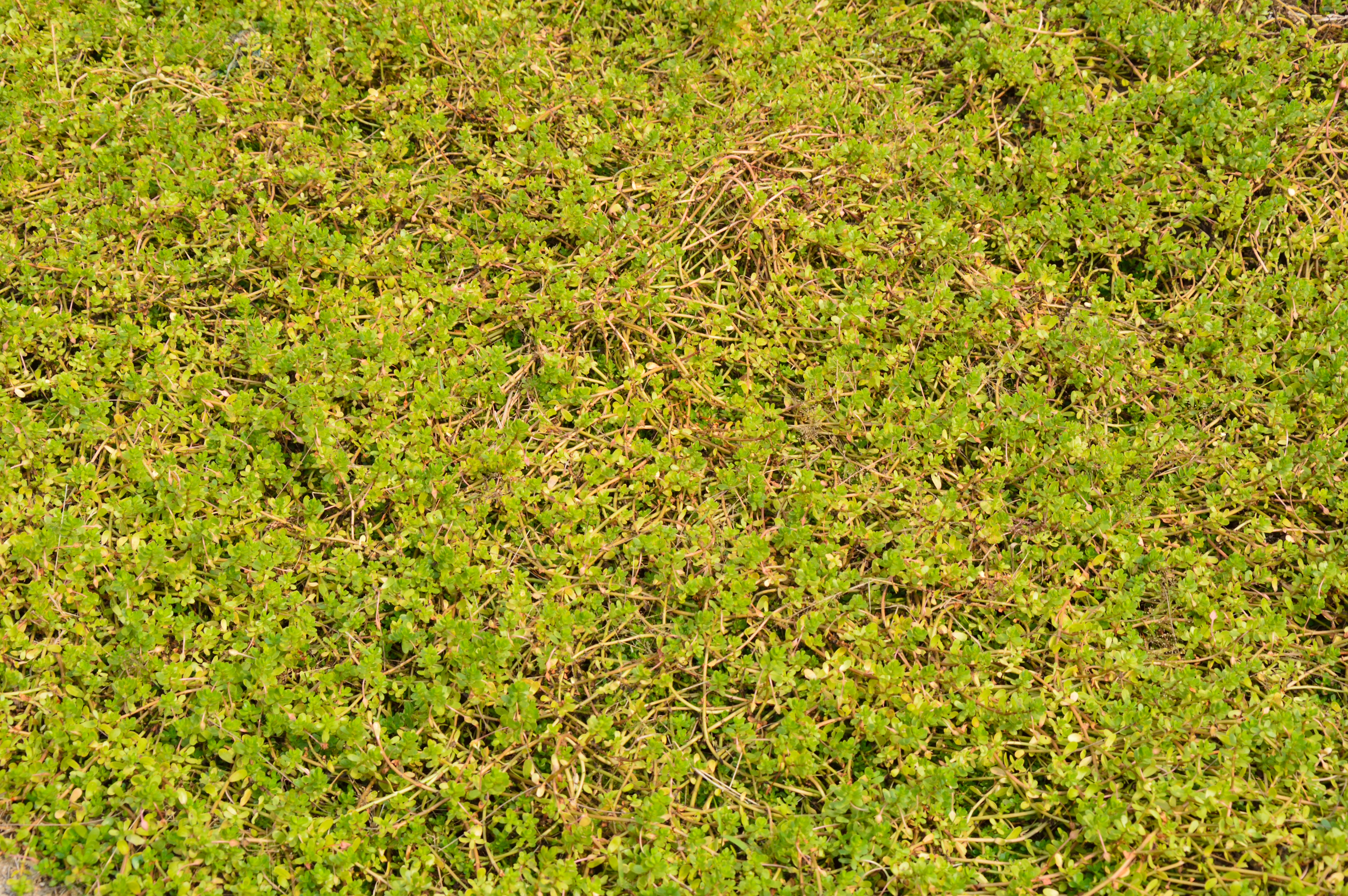